# Kóser
A kóser héber szó (כָּשֵׁר, szefárd kiejtéssel kásér, askenázival kóser), jelentése ’alkalmas, tetsző, megfelelő’. Valamely dolog rituális alkalmasságát jelzi a zsidó vallásban és szokásrendszerben. A zsidó közéletben minden rendben levő, helyes dologra használatos.
Az élelmiszerek esetében a nem megfelelő a tréfá (טְרֵפָה, ebből jön a tréfli), a megfelelő a kóser. Tárgyak esetében a pászúl (פָּסוּל) az alkalmatlan, hasznavehetetlen, és a kóser az alkalmas. A kóser szót a tiszta anyagokból készült dolgokra is használják, illetve az adott dolog megbízhatóságát, kiváló minőségét, elsőrangúságát is jelenti.

## Kóser étkezés

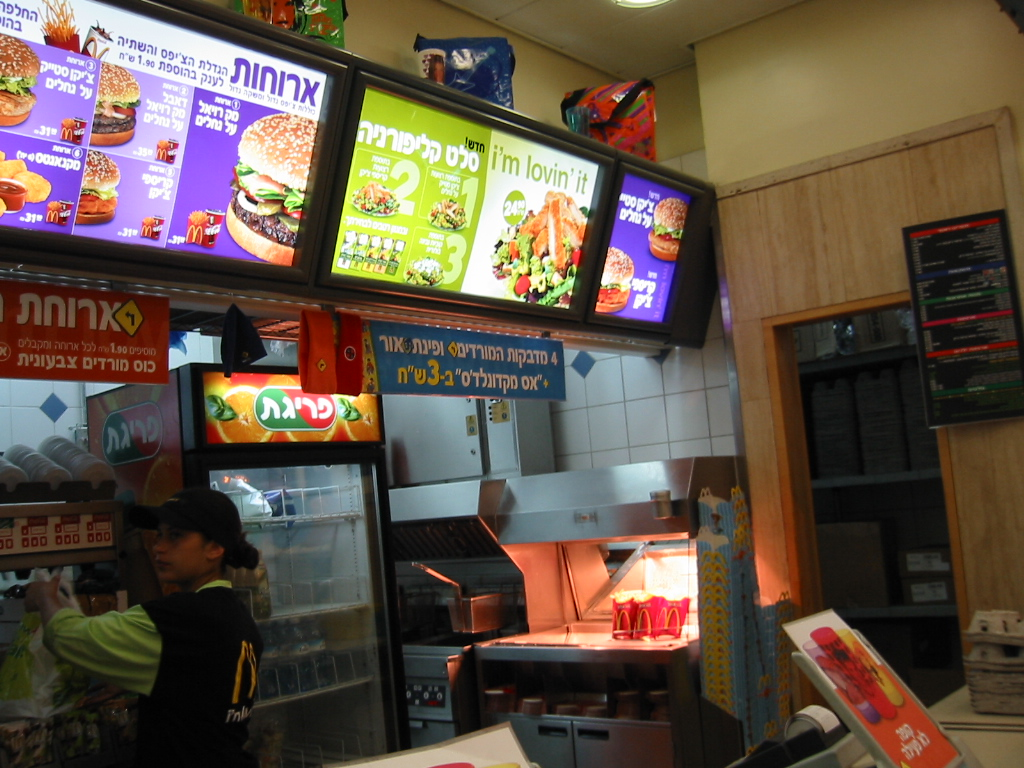
Kóser McDonalds üzlet Izraelben

A zsidó hagyományok szerint azoknak az állatoknak a húsát nevezik kósernek, amelyeket a Tóra, a zsidóság legrégibb írásos emlékeit őrző szent irata annak tart. A Leviták könyve (III Mózes) 11:3-8 terjedő szakaszban, valamint a Deuteronomion (V. Móz.) 14:4-8 terjedő szakasz egyformán említ két meghatározó jelet: a hasadt köröm, valamint a kérődzés. Amennyiben mindkét tulajdonság megvan egy állatnál, akkor annak húsa kósernek vagy rituálisan tisztának és ehetőnek minősíthető (ilyenek például a birka, a szarvasmarha, a kecske). Amennyiben a két tulajdonság közül egyik is hiányzik, tisztátalannak minősül az állat húsa. A leírás négy állatot említ meg azok közül, amelyek nem kóser húsúak: a teve, a mormota, a nyúl és a sertés.
Az állatokat rituális szabályok szerint kell leölnie (shita) egy képzett és engedéllyel rendelkező mészárosnak (sohet vagy sakter).
A halak közül azok „tiszta” állatok, amelyek úszóval és pikkellyel rendelkeznek. (Ezért nem ehető például a viza, a kecsege, a harcsa és az angolna, illetve a tengeri halak jó része.)
Tilos továbbá vért fogyasztani és csak azon állatok húsát szabad felhasználni, amelyeket alaposan ki is véreztettek.
Az étkezési törvények megkövetelik a hús- és a tejfélék szigorú különválasztását. Az ortodox zsidók odahaza a háztartásban a két ételfajtához más-más edényt (hűtőt, fazekat, tányért, evőeszközt) használnak.
A reform-zsidók rendszerint nem veszik figyelembe a kóser étkezési szabályokat.

## Rituális vágás
A rituális vágás az izraeliták számára a mózesi törvények (Tóra) szerint élvezetül megengedett állatoknak zsidó rítus szerinti levágása. A vágás csorba nélküli éles késsel történik a nyakon, a gége és tápcső átmetszésével. Az elvérzés után azonnal megvizsgálják, a barom (baromfiaknál csak a kopasztás után) belsejét, hogy nincs-e oly baja, melynél fogva a húst az izraelitának nem szabad megennie (tréfa). A vizsgálatnál fő tekintettel vannak a tüdőre (réa), melynél a legkisebb abnormitás is elegendő, hogy a barmot tréflinek nyilvánítsák. A baromfinál a gyomrot, combot és főleg a tápcsőt szokták megvizsgálni. A vágást minden feddhetetlen életű, jámbor izraelita végezheti, ki ismeri a vágás törvényeit. A községek a vágás végzésére alkalmaznak külön egyéneket (sakter), akik azonban csak akkor vállalhatják a munkát, ha egy vagy több rabbi bizonyítványban (kábbálá) elismeri, hogy az illető ismeri a vágási törvényeket. Némely helyen a szárnyasok és más állatok számára külön-külön kés van.

## Irodalmi vonatkozások
„Sólet, ékes égi szikra,
Elysium lánya, te
Zengené a Schiller óda,
ízlelt volna sóletet csak.
Istenek mannája, sólet,
melynek főzésére Mózest
hajdan maga a Jóisten
oktatta Sinai hegyén
Sólet, a valódi kóser
isteni ambrózia, 
Paradicsom kéj-kalácsa.”

– Részlet Heinrich Heine Sabbath hercegnő című verséből (Molnár Imre fordítása)

„Nem szabad megennetek semmiféle döglött állatot. A lakóhelyeden levő jövevénynek odaadhatod, ő megeheti, vagy add el idegennek, mert te az ÚRnak, a te Istenednek szent népe vagy! Ne főzz gödölyét anyja tejében!”

– Héber Biblia Móz. 14,21 Exod. 23, 19; Exod. 34, 26; Deut. 14, 21)

## Köznapi használat
A kóser szó használata a zsidó vallási előírások körén túl: 
Szólás-mondásban: ami tiszta dolog, ami rendben van.
- „Nézd, ez így nem kóser, nem erről volt szó!”

## Lásd még

### Magyar Wikipédia
- Talmud
- Sakter

### Más nyelvű Wikipédiák
- en:Biblical law in Christianity – A bibliai jog a kereszténységben
- en:Civil laws regarding Kashrut – A kóser előírások a polgári törvények tükrében
- de:Jüdische Speisegesetze – Zsidó étkezési törvények
- en:Kashrut – Kóser előírások
- en:Kosher animals – Kóser állatok
- en:Legal aspects of ritual slaughter – A rituális vágás legális vonatkozásai
- de:Mehadrin – (a vallási törvények pontos betartására ügyelők közül a legpontosabbak)[13]
- en:Milk and meat in Jewish law – Tej és hús a zsidó törvényekben
- de:Mitzwa– A zsidó előírások
- en:Unclean animals – Tisztátalan állatok
- en:Category:Religion based diets – Vallási alapú étkezési szokások kategóriájába tartozó cikkek
- en:Category:Kosher food – A kóserek ételek kategóriájába tartozó cikkek

## Külső hivatkozások
- religion.atspace.com Dietary laws from the Torah and the Code of Maimonides (Mishneh Torah)
- Kosher Certification Agencies
- Dietary laws from the Torah and the Code of Maimonides (Mishneh Torah) (angolul)
- ABCs of Kosher Archiválva 2015. július 25-i dátummal a Wayback Machine-ben (angolul)
- christen-und-juden.de Die Halacha (németül)
- jewfaq.org A useful guide to the issues of kashrut (angolul)
- jewishencyclopedia.com Midrashhalakah (angolul)
- jewfaq.org Liste der 613 Mitzwot (angolul)
- qumran.org FAQ (németül)
- Kóser, Terebess Ázsia Lexikon
- Népszabadság: Betiltották a kóser vágást Lengyelországban